# Tetragnatha mertoni
Tetragnatha mertoni este o specie de păianjeni din genul Tetragnatha, familia Tetragnathidae, descrisă de Strand, 1911. Conform Catalogue of Life specia Tetragnatha mertoni nu are subspecii cunoscute.